# Edificio Tucapel Jiménez
El Edificio Tucapel Jiménez es la sede social de la Agrupación Nacional de Empleados Fiscales (ANEF). Ubicado en la Avenida Libertador General Bernardo O'Higgins, en el centro de la ciudad de Santiago, Chile, el inmueble fue declarado monumento nacional de Chile, en la categoría de monumento histórico, mediante el Decreto n.º 346, del 1 de diciembre de 2016.

## Historia
Fue proyectado por el arquitecto Carlos Swinburn y construido por Luis Ruiz Tagle para Francisco lrarrázabal Fernández en 1937. En el año 1964 el Estado entregó el inmueble a la Agrupación Nacional de Empleados Fiscales (ANEF), y en 1965 fue inaugurado como la sede social de dicha organización.
Durante los años 1980 se reunieron en el edificio varias organizaciones opositoras a la dictadura militar como el Grupo de Estudios Constitucionales, la Coordinadora Nacional Sindical, el Comando Nacional de Trabajadores y la Asamblea de la Civilidad.

## Descripción
Construido en albañilería de ladrillo, su fachada presenta un estilo ecléctico con elementos neoclásicos. El edificio corresponde a uno de esquina, con cubierta reclinada.